# Келія (пам'ятка природи)
Келія — ботанічна пам'ятка природи місцевого значення. Об'єкт розташований на території Надвінянського району Івано-Франківської області, Майданське лісництво, квартал 17, виділ 4.
Площа — 3,0000 га, статус отриманий у 1993 році.